# Petek (sura)
Petek (arabsko Al-Jumua) je 62. sura (poglavje) v Koranu, ki jo sestavlja 11 ajatov (verzov). Je medinska sura.
Med opravljanjem molitve (salata oz. namaza) pri tej suri verniki opravijo 2 ruku'ja (priklona).